# Neuenburger Urwald
Der Neuenburger Urwald ist ein ehemaliges Naturschutzgebiet im Landkreis Friesland in Niedersachsen. Er liegt auf der Friesischen Wehde innerhalb des Waldgebietes „Neuenburger Holz“ zwischen den Ortschaften Neuenburg, Zetel und Bockhorn.

## Naturschutzgebiet
Das ehemalige Naturschutzgebiet „Neuenburger Urwald“ (Kennzeichen: NSG WE 064) ist Bestandteil des FFH-Gebietes 009 „Neuenburger Holz“. Zuständig ist die untere Naturschutzbehörde des Landkreises Friesland. Die Größe des ehemaligen Naturschutzgebietes betrug nach der Verordnung 48,5 Hektar. 2019 ging das Gebiet im neu ausgewiesenen Naturschutzgebiet „Neuenburger Holz“ auf.
Die Waldfläche wurde durch Brennholzeinschläge während der Kriegs- und Nachkriegsjahre auf circa 24 Hektar reduziert. In Teilbereichen wurden nach dieser Abholzung standortfremde Nadelgehölze angepflanzt, die jedoch von der zuständigen Forstverwaltung mittlerweile wieder durch standortheimische Bestände ersetzt worden sind. Der Waldbestand besteht heute weitgehend aus Buchen und Eichen.

## Geschichte
Der Neuenburger Urwald innerhalb des Neuenburger Holzes ist der Rest eines alten Hudewaldes. Erst seit dem späteren Mittelalter liegen Angaben über die Waldnutzung und den Zustand des Waldes vor. Der Wald gehörte früher zur sogenannten Allmende und war gemeinschaftlicher Besitz der Dorfgemeinschaft und unterlag der Holznutzung, der Bodennutzung (wie dem Laubharken oder der Plaggengewinnung zur Streugewinnung für die
Viehställe) sowie der Waldweide.
Im Jahre 1462 erhob der Oldenburger Graf Gerd der Mutige Anspruch auf die bis dahin zu Grafschaft Ostfriesland gehörende Friesische Wehde und dehnte durch den Bau der Burg Neuenburg seinen Herrschaftsbereich aus. Seitdem gehörte das Waldgebiet zum Herrschaftsbereich der Oldenburger.
Graf Anton Günther von Oldenburg erließ als erster Herrscher ab 1630 richtige Schutzmaßnahmen für seine Wälder. In dieser Zeit wuchs der Holzbedarf stetig an und die Ausbeutung der Wälder nahm stark zu. Die Forstverordnungen für die Waldungen seiner Grafschaft Oldenburg regelten die Nutzung des Waldes und legten ab 1656 erstmals auch Vorschriften für die Wiederaufforstung fest. Trotz der Vorschriften kam es immer wieder zu Holzdiebstählen. In einem Bericht von Oberförster von Witzleben aus dem Jahre 1676 heißt es: „Dieses Holtz ist das Beste und großeste in beiden Grafschaften, lauter Eichbäume, aber es ist sehr von den Dieben verhauen worden.“
Aus dem Jahre 1705 wird über das „Neuenburger Holz“ berichtet: „Der Grund ist gut und fehlt es hier wie an allen anderen übrigen Örtern an fleißiger Bepflanzung und obschon dieser Busch rundum bewallt ist, liegen doch die Wälle schier unter die Füße, dass alles Vieh ungehindert darin weiden kann. Die Vieh verbiss und vernichtete den Wald, indem es Unterholz nur selten aufkommen ließ.“
Im Jahre 1850 wurde der Neuenburger Urwald auf Wunsch des Oldenburger Herrscherhauses aus der forstlichen Nutzung herausgenommen. 1880 wurde der Neuenburger Urwald als Naturdenkmal geschützt. Ende des 19. Jahrhunderts verlor die Waldweide mehr und mehr an Bedeutung. Kurz nach der Jahrhundertwende nahm der Vieheintrieb in den Neuenburger Urwald dann sein endgültiges Ende. Am 26. Juni 1935 wurde das Reichsnaturschutzgesetz erlassen und der „Neuenburger Urwald“ erhielt bereits im gleichen Jahr den Status eines Staatsnaturwaldreservats. Im Jahre 1938 erklärte man das Gebiet zum Naturschutzgebiet.

## Geologie und Böden
Unter dem „Neuenburger Holz“ befindet sich unter der Grundmoränendecke Beckenablagerungen aus Tonsedimenten, die während der Elstereiszeit vor 0,5 bis 0,2 Millionen Jahren abgelagert wurden und die bis zu 30 Meter tief reichen. Diese Beckenablagerungen nennt man in Norddeutschland Lauenburger Ton. Im Drenthestadium der Saaleeiszeit von 80.000 bis 120.000 v. Chr. überfuhr das Inlandeis den Lauenburger Ton und durchmischte die obersten ca. zwei Meter des Lauenburger Tones mit dem auflagernden Grundmoränensand und anderen Geschieben. Diese Durchmischung erfolgte jedoch nicht gleichmäßig. Der ursprünglich fast schwarze Ton erhielt durch die Durchmischung eine gelbbraune Farbe. Als Klinker-Lehm wird diese über dem Lauenburger Ton liegende Schicht zur Herstellung von Klinkerziegeln genutzt.
Aufgrund der unterschiedlichen Durchmischung ergeben sich sehr stark wechselnde bodenartliche Zusammensetzungen. Es treten Stauwasserböden mit Übergängen zu anderen Bodentypen auf wie zu Braunerden, Gleyen oder Podsolen (Böden, bei denen Humus und/oder Eisen in die tieferen Schichten verlagert worden sind. Es entstanden typische Bleich- und Anreicherungshorizonte mit Orterde- oder Ortseinschichten.)

## Pflanzen und Tierwelt

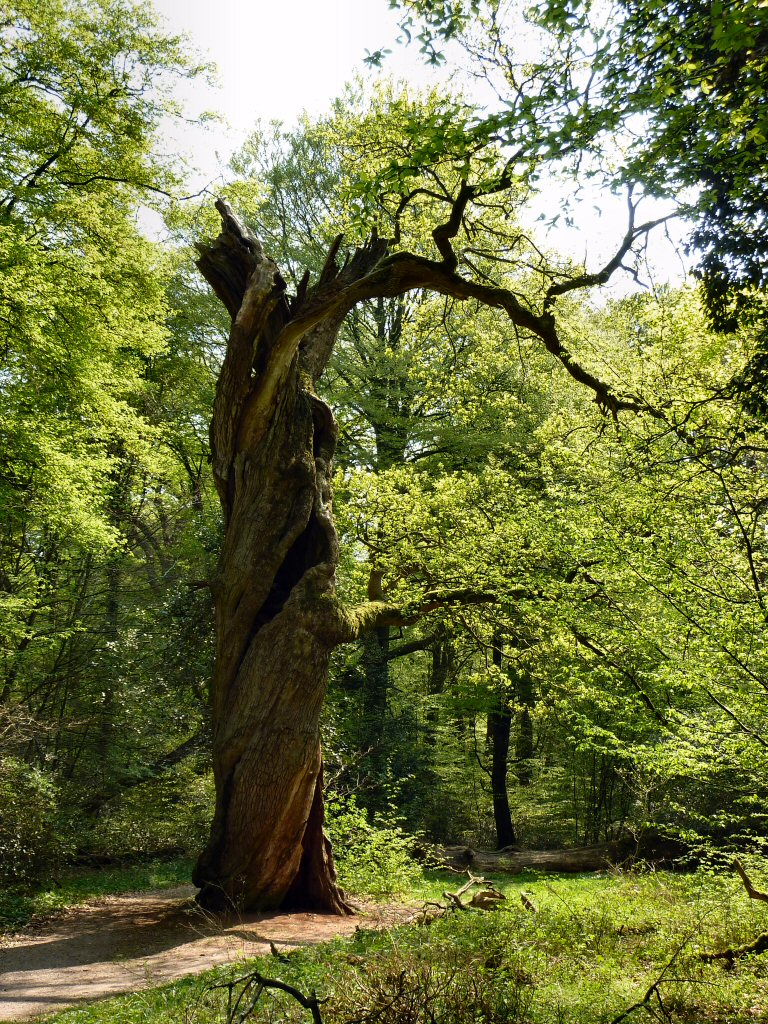
Alte Eiche im Zentrum des Naturschutzgebietes

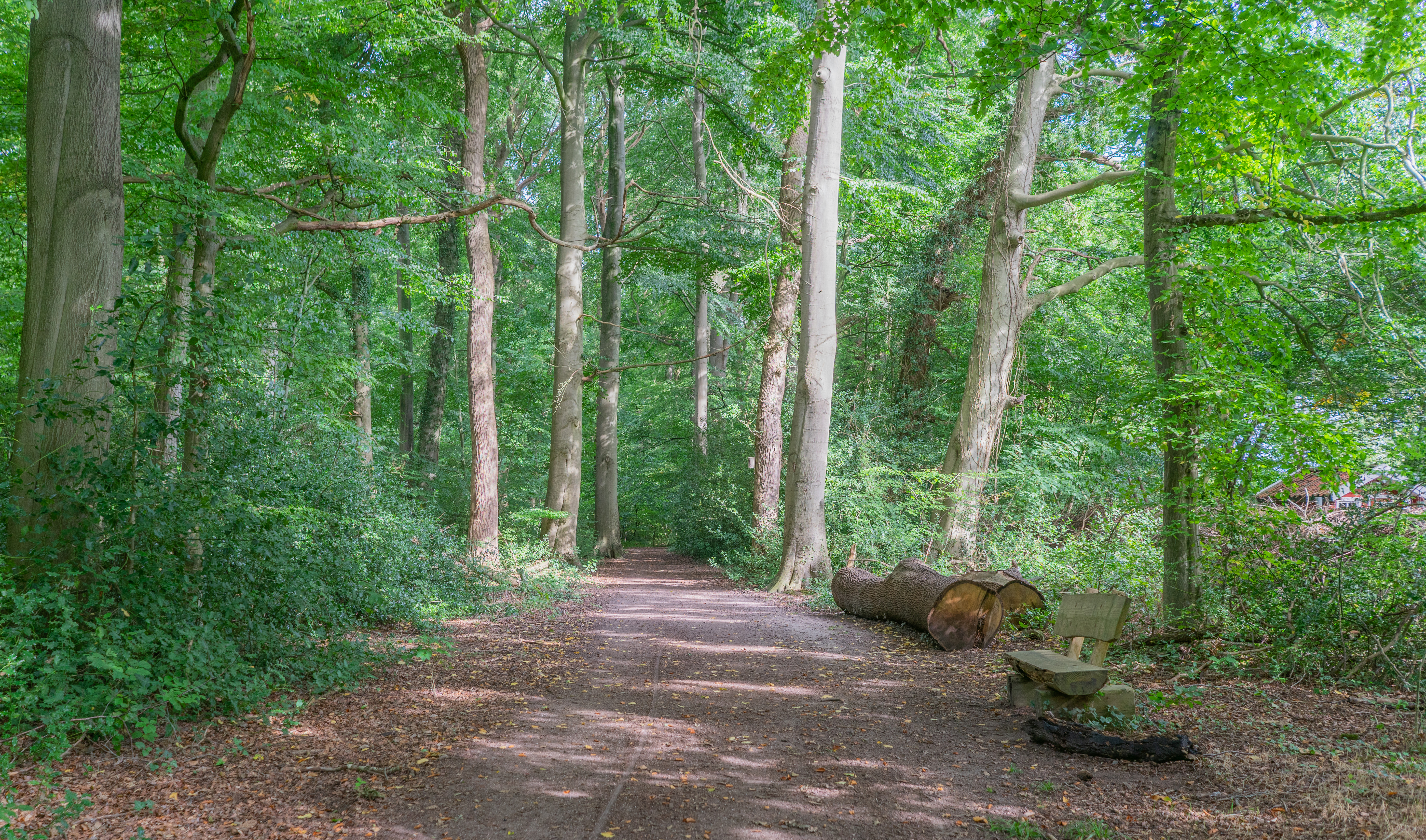
Spazierweg im Urwald

Charakteristisch für den „Neuenburger Urwald“ sind die uralten mächtigen Eichen mit einem Alter von 600 bis 800 Jahren und Stammumfängen bis über sechs Meter. Nachdem die Waldweide, das Köpfen der Hainbuchen zur Laubheugewinnung und die Plaggengewinnung im Wald eingestellt wurde, konnten sich Hainbuchen und Buchen entwickeln und verjüngen sowie die Lichtung zwischen den Eichen ausfüllen. Sie bedrängten und überragten im Laufe der folgenden Jahrzehnte die Eichen und verdrängten sie immer mehr. Inzwischen sind viele der alten Eichen bereits hohl und angefault, andere sind abgestorben.
Im „Neuenburger Urwald“ können drei Vegetationstypen unterschieden werden:
1. Buchen-Eichenwald, auf nährstoffärmeren, mäßig trockenen bis frischen, auch staunassen Böden
2. Flattergrasbuchenwald auf frischen besser mit Nährstoffen versorgten Böden und tiefer liegendem Grundwasser
3. Eichen-Hainbuchenwald auf mehr oder weniger feuchten bis nassen, gut bis sehr gut mit Nährstoffen versorgten Böden

Das „Neuenburger Holz“ und damit auch das Naturschutzgebiet beherbergt das größte Vorkommen von Eichen-Hainbuchenwald der Ostfriesisch-Oldenburgischen Geest. Der Wald gehört zu den bedeutendsten Wäldern dieses Naturraums.
Bereits seit Jahrhunderten kommt die Stechpalme im Neuenburger Urwald vor. Sie wächst im Wald baumartig bis über zehn Meter hoch und bildet in der Strauchschicht regelrechte Dickichte.
Im lichten Eichen- und Hainbuchenwald hat sich eine artenreiche Waldbodenflora entwickelt. Hier wachsen Buschwindröschen, Sternmiere, Rasenschmiele, Berg-Ehrenpreis, Frauenfarn und Dornfarn. Das Erscheinungsbild der Krautschicht im Flattergrasbuchenwald wird deutlich von Arten mit mittleren Ansprüchen insbesondere vom Flattergras, dem Sauerklee, der Sternmiere und der Goldnessel bestimmt. Der „Neuenburger Urwald“ mit seinen alten und zahlreichen abgestorbenen Bäumen ist reich an holzbewohnenden Pilzen. In dem reich strukturierten Wald wurden bisher weit über 30 Brutvogelarten festgestellt. Auffallend hoch ist der Anteil an Höhlenbrütern, wie er nur in extensiv genutzten Wäldern mit älterem Baumbestand zu beobachten ist.

## Ausflugsziel
Heute ist der „Neuenburger Urwald“ als Freizeit- und Erholungsgelände ein beliebtes Ausflugsziel. Die beiden Gemeinden Bockhorn und Zetel fördern diesen Aspekt durch verschiedene Maßnahmen. Es gibt zwei Eingänge zum Naturschutzgebiet mit ausgeschilderten Parkplätzen, die mit Infotafeln versehen sind. Der nördliche Eingang befindet sich direkt am südöstlichen Ortsausgang von Zetel, der zweite Eingang befindet sich an der Gaststätte „Urwaldhof“ in Neuenburg direkt an der Bundesstraße 437. Von diesen beiden Eingängen aus erschließen rund 15 Kilometern Wanderweg den Urwald auf mehreren Rundkursen. Mitten im Urwald ist die 1950/1951 errichtete „Jagdhütte“ zu finden, die den Waldbesuchern heute als Rastplatz und Schutzhütte zur Verfügung steht.

## Der Urwald in der Kunst

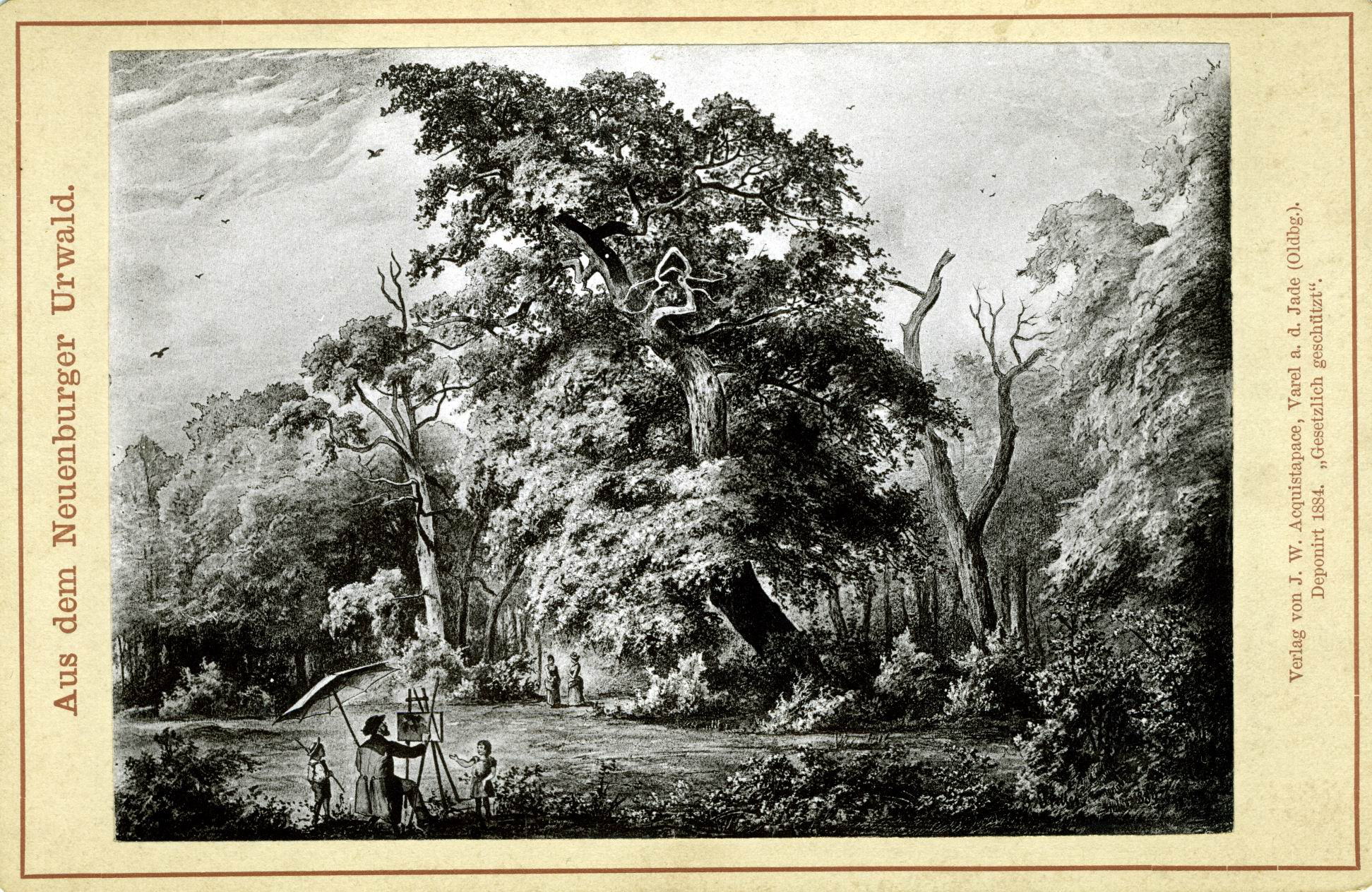
Landschaftsmaler im Neuenburger Urwald (1884), Reproduktion nach einem Gemälde aus dem „Urwald-Zyklus“ von Julius Preller; Bild: Archiv des Heimatvereins Varel

Aus einem Kalender von 1935

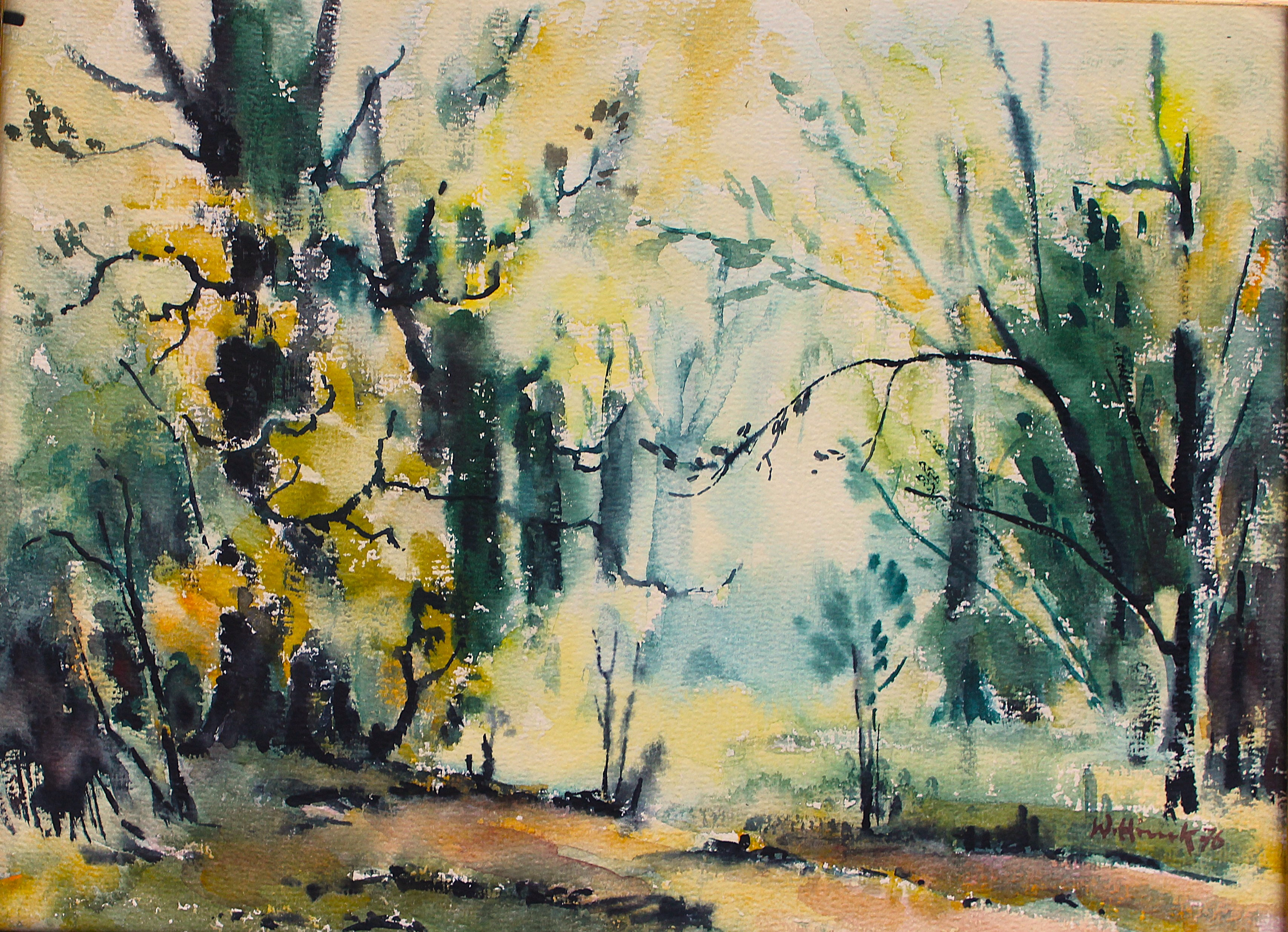
Willy Hinck: Im Neuenburger Urwald (Aquarell, 1976)

Der Neuenburger Urwald wurde seit der Mitte des 19. Jahrhunderts auch immer häufiger Ziel von Malern, die einzelne Waldszenen in Bildern festhielten. So unternahm der in seiner Zeit berühmte Weimarer Maler und Radierer Friedrich Preller der Ältere zusammen mit seinem Sohn Friedrich Preller dem Jüngeren im Sommer 1855 eine Studienreise nach Jever, der Heimat seines Schülers Ernst Hemken, um im nahegelegenen Neuenburger Urwald Naturstudien anzufertigen. Von den späteren Malern ist insbesondere der im friesischen Varel lebende Julius Preller (1834–1914), ein Neffe Friedrich Prellers d. Ä., zu nennen, von dem viele kolorierte Bleistiftzeichnungen und einige Gemälde mit Motiven aus dem Neuenburger Urwald erhalten sind. Mitte der 1880er Jahre schuf Preller unter dem Titel „Aus dem Neuenburger Urwald“ einen Zyklus von über 20 Einzelbildern. Während die Originalgemälde des Zyklus bis auf ganz wenige Exemplare als verschollen gelten müssen, sind etliche nach den Motiven Prellers in einem Vareler Verlag reproduzierte Kunstkarten im Kabinettformat erhalten. Als Pionier des Naturschutzes setzte sich Julius Preller für den Erhalt des Neuenburger Urwalds ein. So forderte er 1898 dazu auf, Totholzstämme nicht zu entfernen, um den Urwaldcharakter nicht zu gefährden. Weitere Künstler sind Ernst Willers (1802–1880), Heinrich Schilking (1815–1895), Wilhelm Streckfuß (1817–1896), Carl Hummel (1821–1906), Henry Lot (1822–1878), Valentin Ruths (1825–1905), Oskar von Alvensleben (1831–1903), Friedrich Wilhelm Schreiner (1836–1922), Adolf Mosengel (1837–1885), Ferdinand Lindner (1842–1906),  Edmund Kanoldt (1845–1904), Gustav Koken (1850–1910), Constantin Bauer (1852–1924), Franz Hoffmann-Fallersleben (1855–1927), Wilhelm Degode (1862–1931), Hans Koberstein (1864–1945), Johann Georg Siehl-Freystett (1868–1919), Olga Potthast von Minden (1869–1942), Hugo Duphorn (1876–1909), Hedwig Ranafier-Bulling (1882–1961), Wilhelm Kempin (1885–1951), Gerd Schniewind (1886–1942), der aus Neuenburg stammende Heinrich Bley (1887–1948) sowie der Vareler Maler und Fotograf Willy Hinck (1915–2002).
Die Schönheit des Neuenburger Urwalds wurde insbesondere durch die Künstlerin Margarethe Francksen-Kruckenberg, genannt Gretchen Fancksen, festgehalten. Sie wurde am 20. September 1890 in Varel geboren. Dem Besuch des Neuenburger Seminars unter Gerbrecht folgte eine Tätigkeit als Lehrerin an verschiedenen Orten des Fürstentums Lübeck, dann in verschiedenen Dörfern unweit des Jadebusens. Es folgten weitere Ausbildungen in München bei Walter Thor, an der Kunstgewerbeschule in Frankfurt am Main und zuletzt (1921) bei Max Thedy an der Akademie in Weimar. In den folgenden Jahren entstanden die ersten Urwaldbilder in Neuenburg bis zur Heirat 1924 mit dem Kunstmaler Franz Francksen aus Tossens. Die Künstlerin, die an Urwaldmärchen arbeitete, veröffentlichte 1924 das Buch „Geschichten aus der Vogelstube“ und bereitete eine Urwaldbildermappe vor, die sechs Baumstudien enthält und die auf die Schönheit des Urwalds aufmerksam machen soll.